# Ciklonikát
A ciklonikát (INN: ciclonicate) periferiális értágító és görcsoldó.
A nikotinsav és a transz-3,3,5-trimetil-ciklohexanol észtere; ebből állítják elő.